# Montezuma Creek
Montezuma Creek és una concentració de població designada pel cens dels Estats Units a l'estat de Utah. Segons el cens del 2000 tenia 507 habitants.

## Demografia
Segons el cens del 2000, Montezuma Creek tenia 507 habitants, 117 habitatges, i 100 famílies. La densitat de població era de 16,2 habitants per km².
Dels 117 habitatges en un 61,5% hi vivien nens de menys de 18 anys, en un 66,7% hi vivien parelles casades, en un 10,3% dones solteres, i en un 13,7% no eren unitats familiars. En el 12% dels habitatges hi vivien persones soles el 2,6% de les quals corresponia a persones de 65 anys o més que vivien soles. El nombre mitjà de persones vivint en cada habitatge era de 4,33 i el nombre mitjà de persones que vivien en cada família era de 4,75.
Per edats la població es repartia de la següent manera: un 44,6% tenia menys de 18 anys, un 9,5% entre 18 i 24, un 27,6% entre 25 i 44, un 16,2% de 45 a 60 i un 2,2% 65 anys o més.
L'edat mediana era de 21 anys. Per cada 100 dones de 18 o més anys hi havia 99,3 homes.
La renda mediana per habitatge era de 29.375 $ i la renda mediana per família de 30.208 $. Els homes tenien una renda mediana de 27.292 $ mentre que les dones 15.417 $. La renda per capita de la població era de 6.920 $. Entorn del 31,2% de les famílies i el 33% de la població estaven per davall del llindar de pobresa.
El segons el cens dels Estats Units de 2010 el 96,06% dels habitants són nadius americans i el 2,76% blancs. L'1,18% de la població són hispànics.

## Poblacions més properes
El següent diagrama mostra les poblacions més properes.